# Luigi Zingales
Luigi Zingales [luˈiːdʒi dziŋˈɡaːles] (Pádua, 8 de fevereiro de 1963) é um economista e acadêmico italiano radicado nos Estados Unidos. É autor de dois livros de sucesso Saving Capitalism from the Capitalists (2003) e A Capitalism for the People: Recapturing the Lost Genius of American Prosperity (2012). Em sua política econômica, ele se opôe ao socorro bancário.
Em 1992, terminou o curso de doutoramento em Economia no Instituto de Tecnologia de Massachusetts, e no mesmo ano ingressou no corpo docente da Universidade de Chicago, na Booth School of Business.
Foi o vencedor em 2003 do prêmio German Bernácer pelo seu trabalho em Macro-finance. Prêmio este dado ao melhor economista europeu com menos de 40 anos.
Em julho de 2012, Zingales participou no projeto "No-Brainer Economic Platform" do NPR no programa Planet Money. Neste ele apoiou um plano de reforma de seis partes que envolvem a eliminação de todas as taxas americanas sobre a renda, rendimentos corporativos e encargos sociais, bem como a guerra contra as drogas e substituindo o sistema com um amplo imposto sobre o consumo, incluindo a tributação sobre substâncias anteriormente ilegais.
Em 2012 foi incluído na lista dos FP Top 100 Global Thinkers, pela revista Foreign Policy por lembrar-nos como a economia conservadora deve ser. Ele foi um dos que assinaram uma petição para o governo americano não socorresse os bancos em 2008.